# Риск

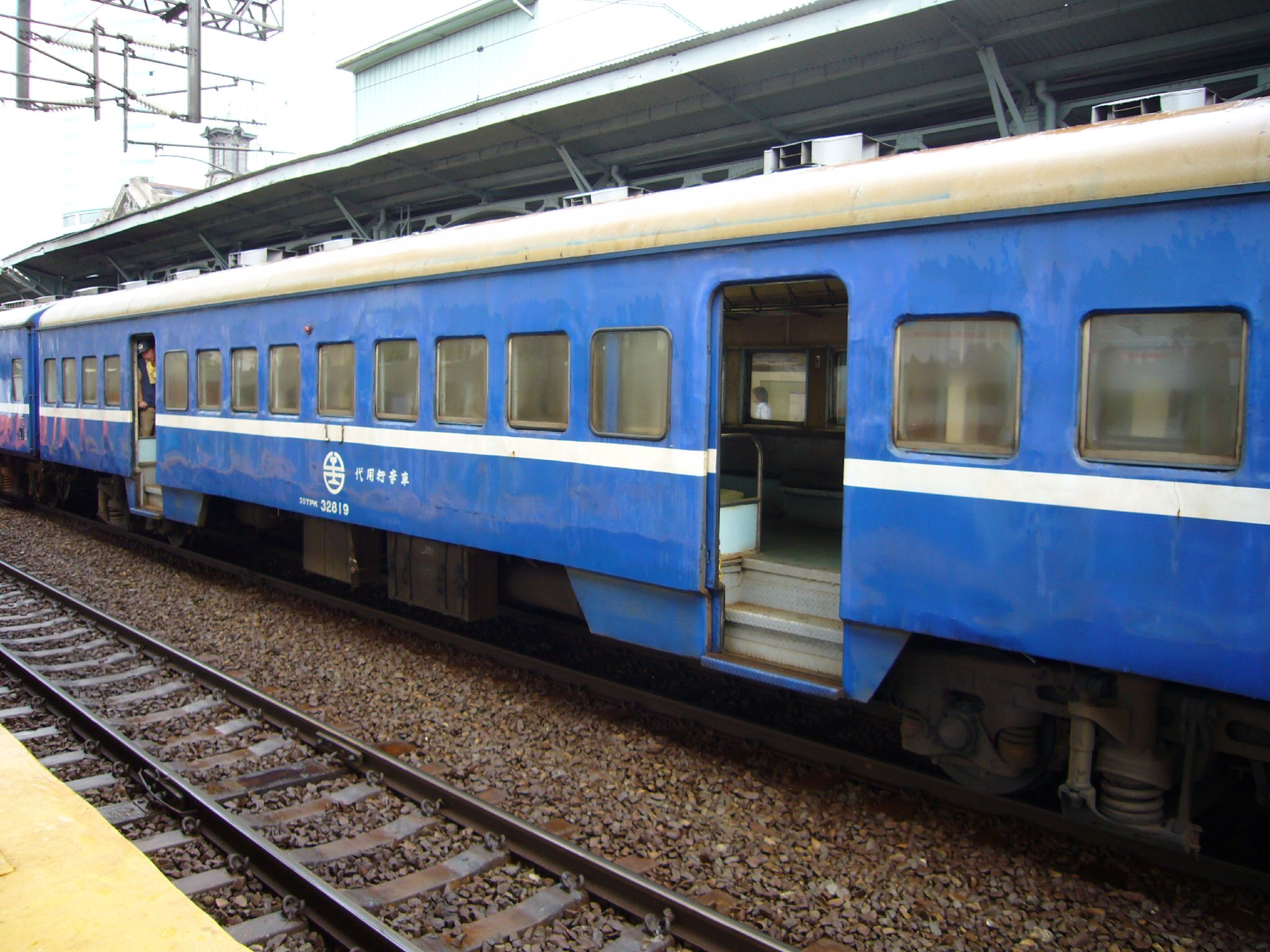
Рискованно открытая дверь

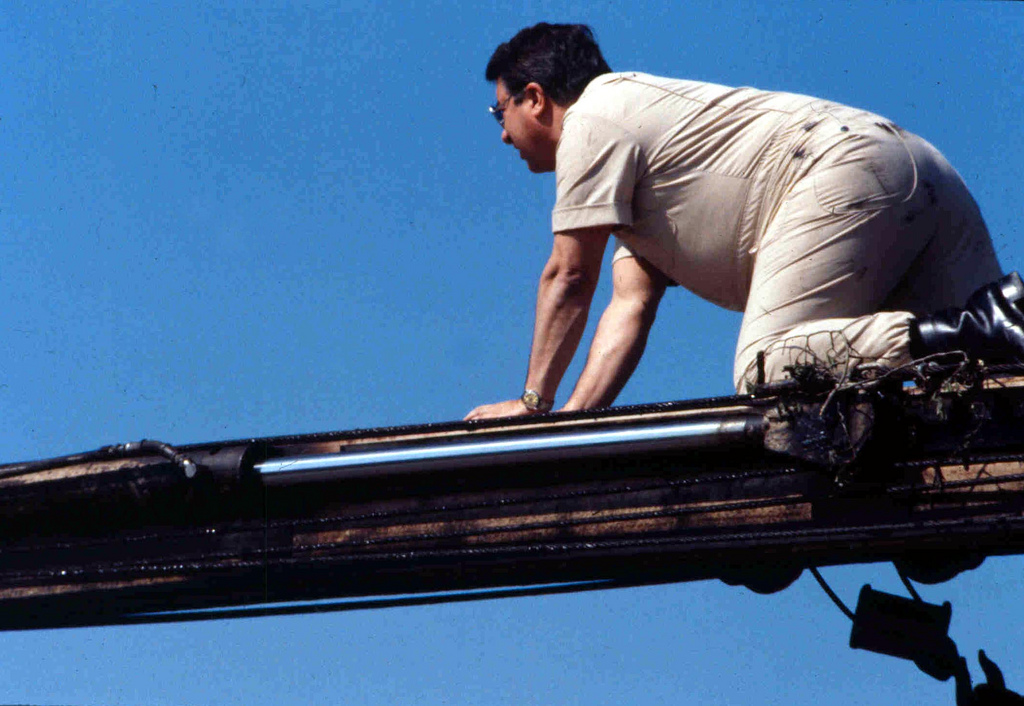
Промышленный альпинист без соответствующей риску экипировки

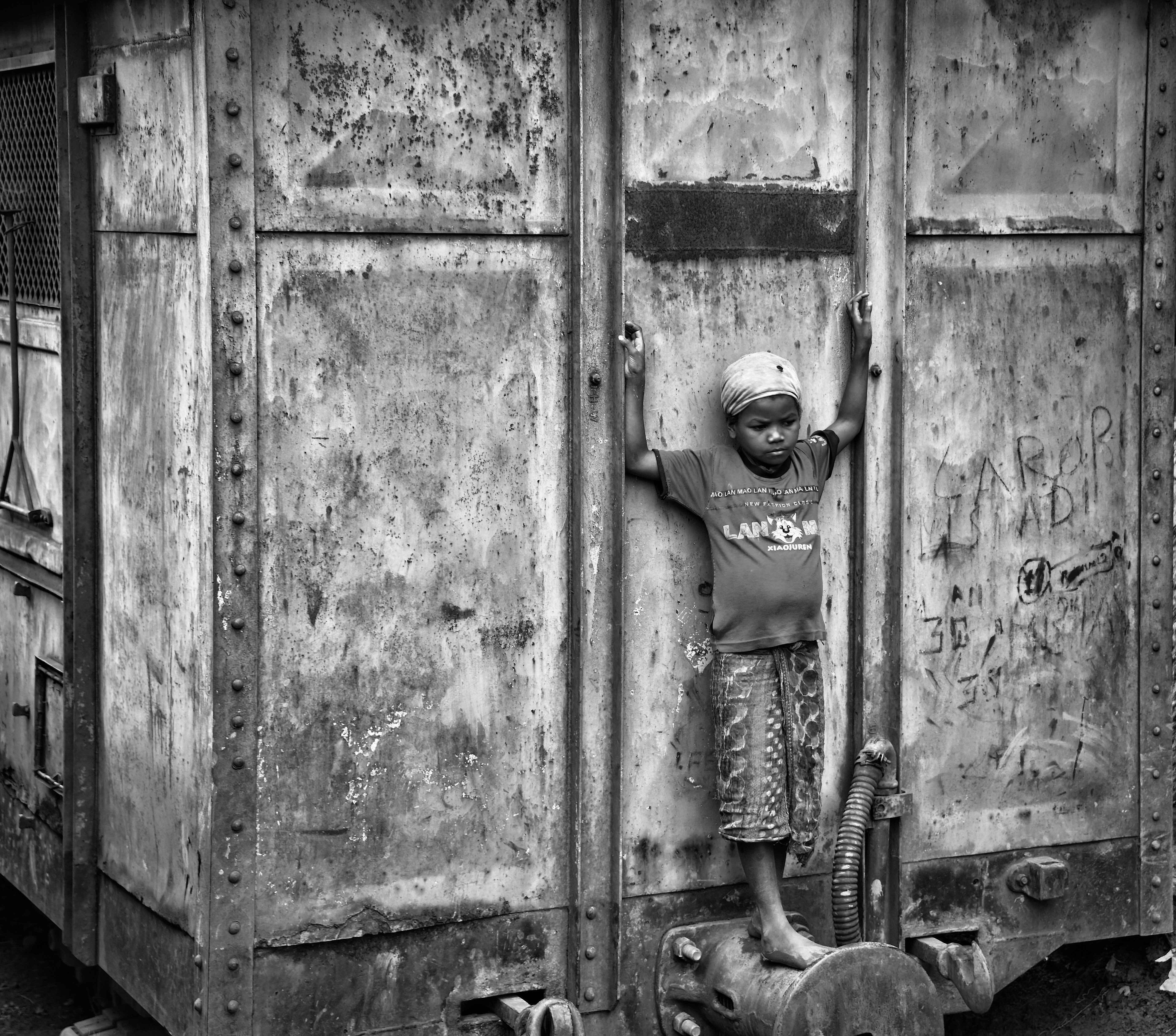
Крайне рискованный способ безбилетного проезда

Риск (от лат. resecō «отсекать» или др.-греч. ῥιζικόν «опасность», от др.-греч. ῥιζικόν, досл.«утёс» — как предмет опаски для мореплавателя) — сочетание (с точки зрения вычисления — произведение) вероятности и последствий наступления неблагоприятных событий.
Риском часто называют непосредственно предполагаемое событие, способное принести кому-либо ущерб или убыток, хотя правильно именовать такое событие «фактором риска».
Общенаучное понятие риска как беспечного, пренебрегающего возможной опасностью, безрассудного образа действия в неясной, неопределенной обстановке сформировалось к 1960-м годам. В настоящее время риск наиболее активно исследуется как составляющая экономической деятельности. Оценка риска и готовность принять риск — это не просто психологическая проблема конкретного человека, это прежде всего социальная проблема. Современное общество воспринимает опасности всерьез только как риски. Например, вероятность импактного события с катастрофическими последствиями обычно недооценивается (потому что люди вряд ли могут его предотвратить). С другой стороны, когда на севере Швеции проводились испытания ракет, то было принято решение эвакуировать вертолетами большое число лапландцев, хотя вероятность падения при этом вертолета и размер ущерба от этого были гораздо большими, чем вероятность того, что в малонаселенной местности на кого-то упадет какая-нибудь часть ракеты.
Согласно аксиоме о равенстве единице вероятности наступления всех (благоприятных и неблагоприятных) возможных событий, знание вероятности неблагоприятного события позволяет определить вероятность благоприятных событий по формуле {\displaystyle P_{+}=1-P_{-}}.
- Риск — характеристика ситуации, имеющей неопределённость исхода, при обязательном наличии неблагоприятных последствий.
- Риск в узком смысле — количественная оценка опасностей, определяется как частота одного события при наступлении другого.
- Риск — это неопределённое событие или условие, которое в случае возникновения имеет позитивное или негативное воздействие на репутацию компании, приводит к приобретениям или потерям в денежном выражении.
- Риск — это вероятность возможной нежелательной потери чего-либо при плохом стечении обстоятельств.
- Риск — это вероятность выхода опасного фактора из под контроля и серьёзность последствий, выражаемая степенью проявления.
- Риск — это произведение вероятности на убыток. Риск можно описывать ставкой только в том случае, если объектом воздействия риска является неделимый объект инвестирования (в частности, инвестированный капитал в финансах), если все поступления воспринимаются как прибыль (желаемое восприятие ставок доходности долевых и долговых инструментов, — без учёта транзакционных и других издержек), причём обеспечивается возможность оценки риска как разности между оценкой доходности (в %) и оценкой риска (в %). Без тщательного учёта особенностей сделок, или в нефинансовой оценке, описание риска как процентной ставки, как «вероятности», можно допустить ошибки в управлении. Риск измеряется в денежных единицах в экономических расчётах: так как в технических расчётах он измеряется в натуральных единицах, он должен быть переведён в денежные для обеспечения сопоставимости в экономических расчётах. Наименования событий, приводящих к ущербу — это перечень факторов риска. Частота возникновения событий — основа определения вероятности риска.

Управление рисками как опасливый, небеспечный образ действий (см. резерв и резервирование) в неясной, неопределенной обстановке также называют риск-менеджментом. Антиподом риска являются гарантии. Выделяют гарантии достижения (рассчитаны на успех) и гарантии компенсации (рассчитаны на неудачу).

## Этимология
Слово «риск» по мнению Фасмера является заимствованием из фр. risquе — «риск» ← итал. risico — «риск», последнее слово восходит к др.-греч. ῥιζικόν — «утёс», др.-греч. ῥίζα — «подножие горы». Сюда же — «рискова́ть» — через фр. risquer, итал. risicare, первоначально — «плавать близ утёсов», «лавировать между скал».

## Характеристики
Риск всегда предполагает вероятностный характер исхода, при этом в основном под словом риск чаще всего понимают вероятность получения неблагоприятного результата (потерь), хотя его можно описать и как вероятность получить результат, отличный от ожидаемого. В этом смысле становится возможным говорить и о риске убытков, и о риске сверхприбыли.
В финансовых кругах риск — понятие, имеющее отношение к человеческим ожиданиям наступления событий. Здесь оно может обозначать потенциально нежелательное воздействие на актив или его характеристики, которое может явиться результатом некоторого прошлого, настоящего или будущего события. В обыденном использовании, риск часто используется синонимично с вероятностью потери или угрозы.
В профессиональных оценках риска, риск обычно комбинирует вероятность наступающего события с воздействием, которое оно могло бы произвести, а также с обстоятельствами, сопровождающими наступление этого события. Однако там, где активы оцениваются рынком, вероятности и воздействия всех событий интегрально отражаются в рыночной цене, и риск поэтому наступает только от изменения этой цены; это — одно из следствий теории оценивания Блэка-Шоулса. С точки зрения RUP (Rational Unified Process) риск — действующий/развивающийся фактор процесса, обладающий потенциалом негативного влияния на ход процесса.
Исторически теория рисков связана с теорией страхования и актуарными расчётами.
В настоящее время теория рисков рассматривается[кем?] как часть кризисологии — науки о кризисах.
1. «Предполагаемость» указывает на то, что событие заранее не определено, то есть оно может произойти, а может и не произойти.
2. «Предполагаемость» несёт в себе определённую, предполагающей стороной, характеристику вероятности события.
3. «Предполагаемость», свидетельствует о том, что это предположение — результат субъективного мнения мыслящего существа о ещё не свершившемся событии будущего периода.
4. «Способное принести ущерб или убыток» помимо неопределённости, указывает на негативность возможных последствий.
5. «Ущерб или убыток» умышлено не заменены в определении «негативными последствиями» только потому, что для рискологии и риск-менеджмента важно наличие субъективной оценки возможных последствий.
6. «Ущерб или убыток» понимаются в самом широком смысле негативных последствий: от потери настроения и материальных издержек, недополученной прибыли, ущерба имиджу, до финансовых потерь и потери здоровья.
7. «Кому-либо» указывает на то, что риск имеет принадлежность.
8. «Предполагаемость» в сочетании с «кому-либо» говорит о том, что предполагающий субъект (субъект, анализирующий, оценивающий риск) и «кто-либо» (субъект, которому принадлежит данный риск и его последствия) не обязательно одно и то же лицо.

Сам «риск», как следует из определения, обладает характерными свойствами:
1. Неопределённость. Риск существует тогда и только тогда, когда возможно не единственное развитие событий.
2. Ущерб. Риск существует, когда исход может привести к ущербу (убытку) или другому негативному (только негативному!) последствию.
3. Наличие анализа. Риск существует, только когда сформировано субъективное мнение «предполагающего» о ситуации и дана качественная или количественная оценка негативного события будущего периода (в противном случае это угроза или опасность).
4. Значимость. Риск существует, когда предполагаемое событие имеет практическое значение и затрагивает интересы хотя бы одного субъекта. Риск без принадлежности не существует.

## Функции риска
Некоторые современные исследователи неуправляемого (нерегулируемого, «дикого») рынка и специфических видов бизнеса полагают, что риску присущи стимулирующая и защитная функции. Стимулирующая функция имеет конструктивный (создание защищающих инструментов и устройств) и деструктивный (авантюризм, волюнтаризм) аспекты. Защитная функция тоже имеет два аспекта: историко-генетический (поиск средств защиты) и социально-правовой (необходимость законодательного закрепления понятия «правомерность риска»). Рассматривая риск как положительную функцию, было предложено выделять ещё две функции риска: компенсирующую (возможность дополнительной прибыли) и социально-экономическую (селективную — выделения эффективных собственников).
Основные функции:
1. Защитная — проявляется в том, что для хозяйствующего (в некоторых отраслях общественного хозяйства) субъекта риск это нормальное состояние, поэтому должно вырабатываться рациональное отношение к неудачам;
2. Аналитическая — наличие риска предполагает необходимость выбора одного из возможных вариантов правильного решения;
3. Инновационная — проявляется в стимулировании поиска нетрадиционных решений проблем;
4. Регулятивная — имеет противоречивый характер и выступает в двух формах: конструктивной и деструктивной.

## История разработки понятия
Исследование риска тесно связано с развитием теории вероятностей.
В Средние века развитие математики в этой отрасли было обусловлено, в частности, аналитическим интересом к азартным играм — картам, костям, но в основном было связано с военно-прикладными исследованиями в области управления артиллерийскими системами.

### XX век

#### Концепция Найта: «Риск против неопределённости»
В своей пионерской работе «Риск, неопределённость и прибыль» (1921) Фрэнк Найт предложил оригинальную точку зрения на различие между риском и неопределённостью.
… Неопределённость должна быть понята в некотором смысле радикально отличной от знакомого понятия риска, от которого она должным образом никогда не отделялась. … Существенный факт – то, что "риск" означает в определённых случаях количество, полученное из измерения, в то время как в других случаях это – кое-что отчётливо не этого характера; это и есть далеко идущие и критические различия в отношениях явлений, в зависимости от которых одно из этих двух понятий действительно присутствует и работает. … Будет показано, что измеримая неопределённость, или надлежащий "риск", мы будем использовать именно этот термин, отличаются от неизмеримого так, что первый в действительности не является неопределённостью вообще.

#### Сценарный анализ
В XX веке появился так называемый сценарный анализ, который вызревал в течение холодной войны, конфронтации между глобальными силами, особенно между США и СССР, но не был широко распространён в страховых кругах до 1970-х, пока не разразился нефтяной кризис, который вызвал бурное развитие методов более глубокого всестороннего предвидения в страховом бизнесе. В других отраслях хозяйства и производства, в особенности при создании систем автоматического управления, понятие риск как элемент теории принятия решений использовался постоянно с конца XIX века.
Очередной виток развития научного подхода к риску в рыночной экономике порождён главным образом интересами финансов в 1980-х, когда стали распространены так называемые производные финансовые инструменты. Однако большинство профессионалов, далёких от математики, не принимало научные методы вплоть до 1990-х, когда наконец мощность компьютерных вычислений позволила учесть достаточно широкий круг данных и представить результаты исследований в доступной форме широким массам не профессионалов, принимающим решения об инвестициях.
Значительный вклад в теорию оценок риска был внесён в ходе разработки оценок радиационного и экологического риска, когда восторжествовала теория «беспороговых рисков».
Правительства разных стран широко используют сложные научные методы оценки риска, чтобы установить наиболее подходящие стандарты, например, экологического регулирования, что уже сделано Агентством по охране окружающей среды США.

## Психология риска
Риск связан со всеми сторонами жизни людей: здоровье, профессиональная деятельность, личная жизнь, бизнес, спорт, и т. п. Психологов прежде всего интересуют факторы, влияющие на рискованное поведение людей. Люди различаются в зависимости от уровня их готовности к риску, вне зависимости от конкретной ситуации. Люди старшего возраста обычно более осторожны, чем молодежь, которая часто недооценивает опасность. Гендерные различия в отношении склонности к риску выражены не так сильно. Они больше проявляются в детстве (мальчики более склонны к риску), постепенно стираясь по мере взросления. В среднем склонность к риску у мужчин и женщин одинакова, но в определённых ситуациях более рискованно ведут себя мужчины, а в других — женщины.
В психологии термин риск связан с тремя направлениями исследований:
- Риск как мера ожидаемой неудачи в деятельности. Вес риска определяется, как произведение вероятности неуспеха на степень неблагоприятных последствий.
- Риск как действие, грозящее субъекту определёнными потерями (проигрышем, заболеванием, иным ущербом). Различают мотивированный риск, предполагающий получение ситуативных преимуществ в деятельности, немотивированный риск, не имеющий рационального основания; оправданный и неоправданный риск.
- Риск как ситуация выбора. Выбор должен быть осуществлён между менее привлекательной, но более надёжной стратегией, и более привлекательной, но менее надёжной («Синица в руках или журавль в небе»).

Склонность к риску представляет собой довольно устойчивую характеристику индивида и связана с такими личностными чертами, как импульсивность, независимость, стремление к успеху, склонность к доминированию. На рисковое поведение оказывает влияние также и культура и социальные условия.
Антиподом риска являются гарантии. Выделяют гарантии достижения (рассчитаны на успех) и гарантии компенсации (рассчитаны на неудачу).
Нередко после определённых катастрофических событий люди завышают степень риска того, что они могут стать жертвами подобных событий. Например, после террористических актов 11 сентября 2001 года многие американцы стали бояться летать на самолётах и вместо этого предпочитали поездки на большие расстояния на собственных автомобилях. В результате возросло число погибших в автокатастрофах. Между тем, статистика по данным на 2005 год говорит, что вероятность быть раненым или убитым в результате теракта на протяжении жизни (70 лет) составляет между 1:10 000 и 1:1 000 000 для всех изученных стран, кроме Израиля, где этот риск значительно выше (от 1:100 до 1:1000). При этом в США риск умереть от удара молнии составляет 1:79 746; риск умереть от ядовитого растения или животного — 1:39 873; риск утонуть в ванне — 1:11 289; вероятность совершить самоубийство — 1:119; риск погибнуть в автокатастрофе — 1:84.

### Сожаление
В теории принятия решений, сожаление (и ожидание сожаления) может играть существенную роль в принятии решения, отличном от неприятия риска (предпочтение сохранить статус-кво в случае, если каждый проигрывает материально).

### Создание риска
Создание риска — это фундаментальная проблема для всех форм оценивания риска. В частности, потому что ограниченная рациональность (наши умственные способности перегружены, так что мы ограничиваемся ментальными сокращениями — «горячими клавишами») заметно обесценивает риск чрезвычайных событий, потому что их вероятность чрезвычайна мала для интуитивной оценки. Например, одна из ведущих причин смерти — дорожно-транспортное происшествие — вызвана нетрезвостью водителей частично потому, что любой данный водитель сам создаёт эту проблему, в значительной степени или полностью игнорируя риск серьёзного или фатального несчастного случая.
Вышеупомянутые примеры: тело, угроза, цена жизни, профессиональная этика и сожаление показывают, что риск-корректор, или эксперт часто оказывается перед лицом серьёзного конфликта интересов. Эксперт также оказывается перед лицом познавательного уклона и культурного уклона, а также нельзя всегда быть уверенным, что удастся избежать моральных уклонов. Создание риска представляет риск сам по себе, который растёт, поскольку эксперт меньше всего походит на клиента.
Например, чрезвычайно опасные события, в которых все участники не желают оказаться снова, могут игнорироваться в анализе несмотря на факт, что события произошли и имеют вероятность отличную от нуля. Или, событие, с неизбежностью которого согласен каждый, может оказаться удалённым из анализа по причинам жадности или нежелания признать, что оно, как все полагают, является неизбежным. Эти человеческие тенденции к ошибкам и принятию желаемого за действительное часто затрагивают даже самые строгие применения научного метода и служат главным беспокойством философии науки.
Любые принятия решений при неопределённости должны учитывать познавательный уклон, культурный уклон и терминологический уклон: «Никакая группа людей, оценивающих риск, не свободна от „групповой мысли“: принятия очевидно-неправильных ответов просто потому, что люди обычно социально болезненны к несогласию».
Один эффективный способ решить проблемы «создания риска» заключается в оценке риска или его измерении (хотя некоторые утверждают, что риск не может быть измерен, а только оценён) состоит в том, чтобы гарантировать, что сценарии, как строгое правило, должны включать непопулярные и возможно невероятные (в группе) с низкой вероятностью высокого воздействия «угрозы» и/или «события-видения». Это позволяет участникам оценки риска исподволь вселять страх другого и другие личные идеалы так, чтобы люди поступали иначе по любой другой причине, кроме следования формальным требованиям и инструкциям.
Например, частный продвинутый аналитик со сценарием воздушного нападения, возможно, был бы в состоянии уменьшить эту угрозу для американского бюджета. Это могло быть допущено как формальный риск с номинальной низкой вероятностью. Это разрешило бы справляться с угрозами даже при том, что угрозы были отклонены старшими правительственными чиновниками-аналитиками. Даже маленькие инвестиции вкладываемые в усердие по этому вопросу, возможно, разрушили или предотвратили бы такое нападение — или по крайней мере «застраховались» против риска, в котором государственная администрация могла бы ошибаться.

### Опасение как интуитивная оценка риска
В настоящее время мы должны положиться на наши собственные опасения и колебания, чтобы оградить себя от наиболее глубоко неизвестных нам обстоятельств. В своей книге «Подарок опасения» Гавин де Бекер утверждает: «Истинное опасение — это подарок, это сигнал выживания, который однако звучит только перед лицом опасности. Все же прочие негарантированные опасения властвуют над нами так, как это не позволяет себе никакое другое живое существо на Земле. Такого быть не должно». Риск должен быть определён так, чтобы быть способом, которым мы все вместе измеряем и разделяем это «истинное опасение» — сплав рационального сомнения, безрассудного страха и множества других «неколичественных» отклонений в нашем собственном опыте.
Область поведенческих финансов сосредотачивается на человеческом неприятии риска, асимметричном сожалении, и других путях, которыми человеческое финансовое поведение изменяется от того, что обычно «рационально» исследуют аналитики. Риск в этом случае — степень неопределённости, связанной с доходностью активов. Признание, и уважение иррационального влияния на человеческое принятие решений, может пойти далеко сам по себе, чтобы уменьшить бедствия из-за наивных оценок риска, которые притворяются рациональными, но фактически просто соединяют много отдельных уклонов в одну рациональную оценку.

## Виды риска
Существует множество определений риска, рождённых в различных ситуационных контекстах и различными особенностями применений. С наиболее распространённой точки зрения, каждый риск (мера риска) в определённом смысле пропорционален как ожидаемым потерям, которые могут быть причинены рисковым событием, так и вероятности этого события. Различия в определениях риска зависят от контекста потерь, их оценки и измерения, когда же потери являются ясными и фиксированными, например, «человеческая жизнь», оценка риска фокусируется только на вероятности события (частоте события) и связанных с ним обстоятельств.
В силу этого существует множество независимых классификаций рисков.
- Технический риск — вероятность отказа технических устройств с последствиями определённого уровня (класса) за определённый период функционирования опасного производственного объекта.
- Индивидуальный риск — частота поражения отдельного человека в результате воздействия исследуемых факторов опасности аварий.
- Потенциальный территориальный риск (или потенциальный риск) — частота реализации поражающих факторов аварии в рассматриваемой точке территории. Частным случаем территориального риска является экологический риск, который выражает вероятность экологического бедствия, катастрофы, нарушения дальнейшего нормального функционирования и существования экологических систем и объектов в результате антропогенного вмешательства в природную среду или стихийного бедствия.
- Коллективный риск (групповой, социальный) — это риск проявления опасности того или иного вида для коллектива, группы людей, для определённой социальной или профессиональной группы людей. Частным случаем социального риска является экономический риск, который определяется соотношением пользы и вреда получаемого обществом от рассматриваемого вида деятельности.
- Приемлемый (допустимый) риск аварии — риск, уровень которого допустим и обоснован исходя из социально-экономических соображений. Риск эксплуатации объекта является приемлемым, если ради выгоды, получаемой от эксплуатации объекта, общество готово пойти на этот риск. Таким образом, приемлемый риск представляет собой некоторый компромисс между уровнем безопасности и возможностями его достижения. Величина приемлемого риска для различных обществ, социальных групп и отдельных людей — различная. Например, для Европейцев и Индусов, женщин и мужчин, богатых и бедных. В настоящее время принято считать, что для действия техногенных опасностей в целом индивидуальный риск считается приемлемым, если его величина не превышает 10−6.
- Профессиональный риск — это риск, связанный с профессиональной деятельностью человека.
- Нанориск (10−9) — особый вид риска, связанный с созданием и разработкой, проведением исследований, применением наноматериалов и нанотехнологий, включая синергетический эффект[13]. В отличие от рисков наноматериалов и нанотехнологий — техногенных рисков, связанных с применением наноматериалов и нанотехнологий, нанориски определяются минимальным количеством вещества и минимальным количеством энергии, заложенными в готовой продукции по сравнению с энергоёмкими ныне существующими материалами и технологиями, которые позволяют достичь уровня 10−8 1/год в исключительных случаях. С использованием наноматериалов и нанотехнологий появляется реальная возможность достичь уровня техногенного риска 10−9 1/год, что как минимум на порядок меньше существующего[14]. Вероятность смерти для населения от опасностей, связанных с техносферой, считается недопустимой, если составляет в год более 10−6, и приемлемой, если эта величина меньше 10−8 1/год. Решение по объектам, уровень индивидуального риска для которых лежит в интервале 10−6—10−8 1/год, принимается исходя из конкретных экономических и социальных аспектов. Уровень техногенного риска 10−9 1/год должен быть законодательно закреплён для всех наноматериалов и нанотехнологий.

В рамках дисциплины «Управление рисками» рассматривается следующая классификация рисков:
- Субъективный (риск, последствия которого невозможно объективно оценить)
- Объективный (риск с точно измеримыми последствиями)
- Финансовый (риск, прямые последствия которого заключаются в денежных потерях)
- Нефинансовый (риск с неденежными потерями, например потерей здоровья)
- Динамический (риск, вероятность и последствия которого изменяются в зависимости от ситуации, например риск экономического кризиса)
- Статический (практически не меняющийся во времени риск, например риск пожара)
- Фундаментальный (несистематический, недиверсифицированный, риск с тотальными последствиями)
- Частный (систематический, диверсифицированный, риск с локальными последствиями)
- Чистый (риск, последствиями которого могут быть лишь ущерб или сохранение текущего положения)
- Спекулятивный (риск, одним из последствий которого может быть выгода, — не существует по определению, а является дуальным случайным событием, сочетающим и риск, и шанс)
- Финансовый риск часто определяется как неожиданная изменчивость или волатильность доходов, и таким образом включает и то, что хуже, и то, что лучше, чем ожидаемые доходы. Ссылки на отрицательный риск ниже должны восприниматься лишь по отношению к положительным воздействиям или возможностям (например, «потеря» должна считаться «потерей или выгодой»), если контекст не предполагает иного. Отдельно рассматриваются риски банковской сферы.
- Риск и угроза. В сценарном анализе «риск» отличают от «угрозы». Угроза — это неисследованное негативное событие, которое некоторые аналитики могут быть неспособными оценить при оценке риска, потому что это событие никогда не происходило, или для которого не доступна никакая информация о эффективных профилактических мерах (шаги, предпринимаемые, чтобы уменьшить вероятность или воздействие возможного будущего события). Это различие наиболее ясно иллюстрируется предупредительным принципом, который стремится уменьшить угрозу, требуя от неё быть сведённой к набору хорошо-определённых рисков, чтобы только затем перейти к действиям, проектам, новшествам или экспериментам. Примеры угрозы: природные катастрофы: землетрясение, наводнение, цунами, извержение вулкана, лесные пожары; антропогенные катастрофы: ядерная угроза, экологическая угроза. Пример риска природные катастрофы — цунами, по результатам анализа возможно произойдёт с вероятностью не более 1 раз в 100 лет. Высота волны в зоне воздействия будет не более 10 баллов по шкале Рихтера, что приведёт к разрушению забора предприятия по периметру на расстоянии 15 м и края левого крыла склада хранения стройматериалов. Общий ущерб, с учётом возможного загрязнения окружающей среды, составит не более 173 тыс. рублей. Потери среди персонала возможны, только при грубом нарушении правил действия в условиях чрезвычайной ситуации. Идентификация чрезвычайной ситуации произойдёт минимум за 15 минут, а оповещение персонала за 12 мин. 30 сек. Вероятность потерь личного состава на одного сотрудника Н = 10-12.
- Информационный риск. В информационной безопасности риск определяется как функция трёх переменных: вероятность существования угрозы; вероятность существования незащищённости; потенциальное воздействие. : Если любая из этих переменных приближается к нулю, полный риск приближается к нулю.
- Страховой риск.

### Финансовые риски
По воле случая фактический доход от инвестиций всегда будет отклоняться от ожидаемого. Отклонение включает возможность потери некоторых или всех первоначальных инвестиций. Оно обычно измеряется вычислением стандартного отклонения исторических доходов или средних доходов от того или иного определённого уровня. Риск в финансах не имеет никакого определения, но некоторые теоретики, особенно Рон Дембо, определили весьма общие методы, чтобы оценить риск как ожидаемый после завершения сделки «уровень сожаления». Такие методы были исключительно успешны при ограничениях риска ставки банковского процента на финансовых рынках. Финансовые рынки, как полагают, являются доказательным основанием для общих методов оценки риска. Однако, эти методы также трудно понять. Математические трудности сталкиваются с другими социальными, типа раскрытие, оценка и прозрачность. В частности часто трудно сказать, должен ли быть тот или иной финансовый инструмент «застрахован» (уменьшение измеримого риска за счёт пренебрежения определённой случайной прибылью) или им можно «сыграть» на рынке (увеличение измеримого риска и демонстрации инвестору катастрофических потерь с обещанием очень высокой прибыли, которая увеличивает ожидаемую ценность инструмента). Так как меры сожаления редко отражают фактическое человеческое неприятие риска, бывает трудно определить, будут ли результаты таких сделок удовлетворительны. Стремление к риску описывает человека, который имеет положительную вторую производную своей функции полезности, охотно (фактически всегда платит премию) оценивает все риски в экономике и, следовательно, вряд ли может существовать. На финансовых рынках может понадобиться измерение кредитного риска, который вероятен в различных сферах финансовой деятельности (прямое кредитование, лизинг, факторинг), информационный выбор моментов действий и исходный риск, вероятность модельного риска и юридический риск, если существуют регулирующие или гражданские акты, принятые в итоге ряда сожалений инвестора.
Фундаментальная идея в финансах — это отношение между риском и доходом. Чем больше риск того, что инвестор желает получить, тем больше потенциальный доход. Причина этого в том, что инвесторам нужно дать компенсацию за принятие дополнительного риска. Например, американские казначейские облигации, как полагают, являются одними из самых безопасных инвестиций и по сравнению с корпоративными облигациями обеспечивают более низкий процент дохода. Причина этого в том, что корпорация намного более вероятно обанкротится, чем американское правительство. Поскольку риск вложения в корпоративное обязательство выше, инвесторам предлагают более высокий процент дохода.
Банки осуществляют контроль за следующими видами риска: кредитный риск, риск ликвидности, процентный риск, операционный риск и др.

## Оценка и прогнозирование рисков
Средства измерения и оценки риска изменяются, так как широко захватывают различные профессии, и в действительности означают такие средства, которые могут определяться различными профессиями, например врач управляет медицинским риском, инженер-строитель управляет риском структурного отказа, и т. д. Профессиональный кодекс этики обычно сосредотачивается на оценке риска и его уменьшении (профессионалом от имени клиента, публики, общества или жизни вообще).
Риск в основном оценивают вероятностной характеристикой (безразмерной величиной от 0 до 1), но могут использовать и частоту реализации риска. Частота реализации — это число случаев возможного проявления опасности за определённый период времени. Например, в год, тогда единицы измерения могут быть такими — 1/год или чел./год и т. д.
Можно выделить две давно сложившиеся точки зрения на риск: первая основана на научных и технических оценках — так называемый теоретический риск, вторая зависит от человеческого восприятия риска — так называемый эффективный риск. Эти две точки зрения непрерывно конфликтуют в социальных, гуманитарных и политических науках.

### Теоретический риск
Статистический риск часто сводится к вероятности некоторого нежелательного события. Обычно вероятность такого события и некоторая оценка его ожидаемого вреда объединяется в один правдоподобный результат, который комбинирует набор вероятностей риска, сожаления и вознаграждения в ожидаемое значение для данного результата. (См. также Ожидаемая полезность).
Таким образом, в статистической теории принятия решений, функция риска оценки δ(x) для параметра θ, вычисленная при некоторых наблюдаемых x; определяется как математическое ожидание функции потерь L,
{\displaystyle R(\theta )=\int L(\theta ,\delta (x))\times f(x|\theta )\,dx}
где: δ(x) = оценка, θ = параметр оценки.

### Эффективный риск
Хотя обычно невозможно непосредственно измерить эффективный риск, существует много неформальных методов, используемых для его оценки или «измерения». Формальные же методы чаще всего измеряют одну из мер риска — так называемый VaR (Value At Risk — стоимостная мера риска).
Например технический риск:
{\displaystyle \mathbf {R} =\mathbf {P} \cdot \mathbf {L} ,}
где
{\displaystyle \mathbf {R} } — риск;
{\displaystyle \mathbf {P} } — вероятность одного нежелательного события
{\displaystyle \mathbf {L} } — количество потерянных денег или жертв в результате одного нежелательного события.
Риск {\displaystyle \mathbf {R} } — количественная характеристика опасности, определяемая частотой реализации опасностей. Это отношение числа неблагоприятных последствий (число смертельных случаев, число случаев заболеваний, инвалидности и т. д.), вызванных действием на человека конкретной опасности {\displaystyle \mathbf {N} ,} к их возможному числу за определённый период {\displaystyle \mathbf {Q} }:
{\displaystyle \mathbf {R} =\mathbf {N} (t)/\mathbf {Q} (f)}
где {\displaystyle \mathbf {N} (t)} — количественный показатель частоты нежелательных событий в единицу времени {\displaystyle t};
{\displaystyle \mathbf {Q} (f)} — число объектов риска, подверженных определённому фактору риска {\displaystyle f}.
Риск — безразмерная величина, определяемая на конкретный период времени.

## Риско-чувствительные отрасли
Некоторые отрасли промышленности управляют риском высоко-определённым количественным способом. Они включают ядерную и авиапромышленность, где возможный отказ сложного ряда проектируемых систем мог бы привести к очень нежелательным результатам. Обычная мера риска для отдельного класса событий такова
{\displaystyle \mathbf {R} =\mathbf {P} \cdot \mathbf {C} ,}
где {\displaystyle \mathbf {P} } — вероятность события (в %), а {\displaystyle \mathbf {C} } — его «последствие» (в ед.). Полный риск — это сумма индивидуальных рисков отдельных классов. В ядерной промышленности, «последствие» часто измеряется уровнем радиологического излучения за пределами излучающего участка, измерение часто объединяется в пять или шесть полос, шириной в десять градаций.
Риски оцениваются, используя методы дерева событий (см. промышленная безопасность). Там, где эти риски низки, они обычно полагаются «широко приемлемыми». Более высокий уровень риска (обычно до 10—100 раз, считается широко приемлемым) должен быть оправдан против затрат на его уменьшение и возможных выгод, которые делают его терпимым — эти риски рассматриваются как «терпимые». Риски вне этого уровня классифицируются как «непереносимые».
Уровень риска «широко приемлемый» принят во внимание правительствами различных стран — самая ранняя попытка была сделана британским правительством и академическим исследователем Ф. Р. Фармером, использовавшим пример высокогорной прогулки и других подобных действий, имеющих вполне определимые риски, которые люди, кажется, находят приемлемыми. Это привело к созданию кривой Фармера — кривой приемлемой вероятности рисковых событий против их последствий.
Такая техника в целом обычно упоминается как вероятностная оценка риска (Probabilistic Risk Assessment, PRA), или вероятностная оценка безопасности (Probabilistic Safety Assessment, PSA).

## Глобальные риски в современном обществе
В работах Н. Лумана, Э. Гидденса, У. Бека разработана концепция современного общества как «общества риска». В условиях глобализации нависшие над природой и человечеством опасности (например, связанные с глобальным потеплением) лишают риски индивидуального характера. Все многообразие рисков, связанных с опасностями современных технологий (загрязнение воздуха и воды, аварии на атомных электростанциях, транспортные катастрофы и т. п.) объединяется под общим понятием «технологический риск». Проблемы управления рисками в современном обществе сводятся к тому, как добиться того, чтобы, с одной стороны, не тормозился бы научно-технический прогресс, а с другой — соблюдались бы требования приемлемости рисков.